# Nicole Devonish
Nicole Devonish, född 24 augusti 1973, är en friidrottare från Kanada. Hon deltog vid olympiska sommarspelen 1996.